# Eenhoorn (motorfiets)
Eenhoorn is een historisch Nederlands motorfietsmerk.
Het was genoemd naar de Eenhoornstraat in Rotterdam waar de firma S. Bingham & Co tussen 1905 en 1907 3- en 4 pk eencilindermotoren bouwde. In feite waren dit echter Belgische Antoine-motoren. Een vroege vorm van Badge-engineering dus.